# Estado de Goshen
Goshen, oficialmente conocido como el Estado de Goshen (en neerlandés: Het Land Goosen), fue una república bóer de corta duración en el sur de África fundada por aquellos bóeres que se expandieron hacia el oeste desde Transvaal y se opusieron al avance británico en la región.
Situada en territorio tswana al oeste del Transvaal, Goshen existió como nación independiente durante un breve período; de 1882 a 1883 como Estado de Goshen y, tras la unificación con la vecina Stellaland, como Estados Unidos de Stellaland (en neerlandés: Verenigde Staten van Stellaland) de 1883 a 1885.
Durante su historia, Goshen, aunque de tamaño pequeño, se convirtió en un punto focal de conflicto entre el Imperio Británico y la República Sudafricana, los dos principales actores que competían por el territorio. Después de una serie de reclamaciones y anexiones, los temores británicos al expansionismo bóer finalmente llevaron a su desaparición y, entre otros factores, prepararon el escenario para la segunda guerra bóer de 1899-1902.

## Historia
Antes de la proclamación de Goshen, la tierra estaba bajo el control de grupos rivales Griqua y Tswana, mientras que el Reino Unido la reclamaba como parte del protectorado emergente de la Bechuanalandia británica . Dos de los grupos indígenas estaban bajo el liderazgo de los jefes Mankurwane y Montshiwa, a quienes los británicos consideraban "amigos", y otros dos bajo el liderazgo de los jefes Moshoette y Massouw.
A mediados del siglo XIX, los Voortrekkers (colonos bóer) se establecieron en la región y a principios de la década de 1880 apoyaron a Moshoette en sus batallas contra Mankurwane y Montshiwa, ayudando a asediar Mahikeng, la fortaleza de Montshiwa. Mahikeng cayó el 24 de octubre de 1882 y, en agradecimiento, Moshoette cedió grandes porciones de la tierra de Mankurwane (416 granjas de 3.000 morgen (2.563 hectáreas) cada una) a los mercenarios bóer que lo habían apoyado.
Los mercenarios, liderados por Nicolaas Claudius Gey van Pittius, declararon inmediatamente la independencia (seguida de una proclamación oficial el 21 de noviembre de 1882), nombrando a la nueva nación en honor a la Tierra de Goshen del Libro del Génesis, "la mejor de la tierra de Egipto dada a José", con su capital en Rooigrond ("Tierra Roja").

## Geografía
Goshen tenía el río Molopo como frontera norte y compartía frontera con el Transvaal. Rooigrond, la capital de Goshen, era poco más que una granja fortificada que constaba de un conjunto de chozas de barro y una población de unas pocas docenas, situada cerca de Mafeking.
La bandera de Goshen, diseñada por Gey van Pittius, fue adoptada a principios de 1883 y consistía en franjas horizontales negras, blancas y rojas con una franja vertical verde en el asta, imitando a la Vierkleur pero usando la bandera alemana como bandera. base a diferencia de los holandeses.

## Unificación con Stellaland
Menos de un año después de declarar la independencia, el 6 de agosto de 1883, Goshen y la vecina República de Stellaland se unieron para formar los Estados Unidos de Stellaland.
Si bien al principio el gobierno británico no se preocupó por la declaración de independencia de Goshen y Stellaland, y consideró que no podía impedir tales proclamaciones de independencia, Cecil Rhodes reconoció las implicaciones económicas de una república bóer independiente que bloqueara el tránsito de mercancías entre la Colonia del Cabo y África Central Británica y comenzó a agitar al Gobierno de la Colonia del Cabo para que tomara el control de la zona por la fuerza.
Como parte de su plan para someter a los Estados Unidos de Stellaland al dominio británico, Rhodes y su colega Frank Thompson viajaron a Stellaland en septiembre de 1884 para convencer a los lugareños de las ventajas del dominio del Cabo. Si bien los residentes de Stellaland se mostraron receptivos a Rodas, los goshenitas demostraron ser mucho más hostiles; Mientras Rhodes permanecía en la frontera de Goshen, Thompson visitó Rooigrond para hablar con el presidente Gey van Pittius, que vivía en una tienda de campaña. Gey van Pittius arrestó inmediatamente a Thompson antes de finalmente liberarlo para decirle a Rhodes que Goshen seguía siendo independiente y exigía el reconocimiento británico de esa independencia.
En respuesta a las acciones de Rhodes, el 16 de septiembre de 1884, el presidente de Transvaal, Paul Kruger, proclamó la anexión de Goshen y Stellaland por "los intereses de la humanidad" y el 3 de octubre, llegó el director de Educación de Transvaal, el reverendo Stephanus du Toit. en Rooigrond, pronunció un encendido discurso, cambió el nombre de la ciudad a "Heliópolis" e izó la bandera de Transvaal.
Como resultado, los británicos dijeron a Kruger que la anexión era inaceptable y en diciembre de 1884, la Fuerza Expedicionaria de Bechuanalandia de 4.000 efectivos, dirigida por el general Charles Warren, fue enviada desde Inglaterra para sofocar a los bóeres y obligar a Goshen y Stellaland a capitular. Warren no encontró resistencia y Goshen se incorporó posteriormente a la Bechuanalandia británica.
El 3 de octubre de 1895 la colonia fue abolida e incorporada a la Colonia del Cabo.